# Mouais
Mouais is een gemeente in het Franse departement Loire-Atlantique (regio Pays de la Loire) en telt 318 inwoners (2005). De plaats maakt deel uit van het arrondissement Châteaubriant-Ancenis.

## Geografie
De oppervlakte van Mouais bedraagt 10,0 km², de bevolkingsdichtheid is 31,8 inwoners per km².
De onderstaande kaart toont de ligging van Mouais met de belangrijkste infrastructuur en aangrenzende gemeenten.

## Demografie
Onderstaande figuur toont het verloop van het inwonertal (bron: INSEE-tellingen).